# Мичоаканский университет Сан-Николас-де-Идальго
Мичоаканский университет Сан-Николас-де-Идальго (исп. Universidad Michoacana de San Nicolás de Hidalgo (UMSNH)) — высшее государственное учебное заведение, расположенное в городе Морелия штата Мичоакан Мексика. Один из самых престижных университетов в штате Мичоакан и один из самых важных в центрально-западном регионе Мексики.
Девиз - Cuna de héroes, crisol de pensadores / Колыбель героев, горнило мыслителей.

## История

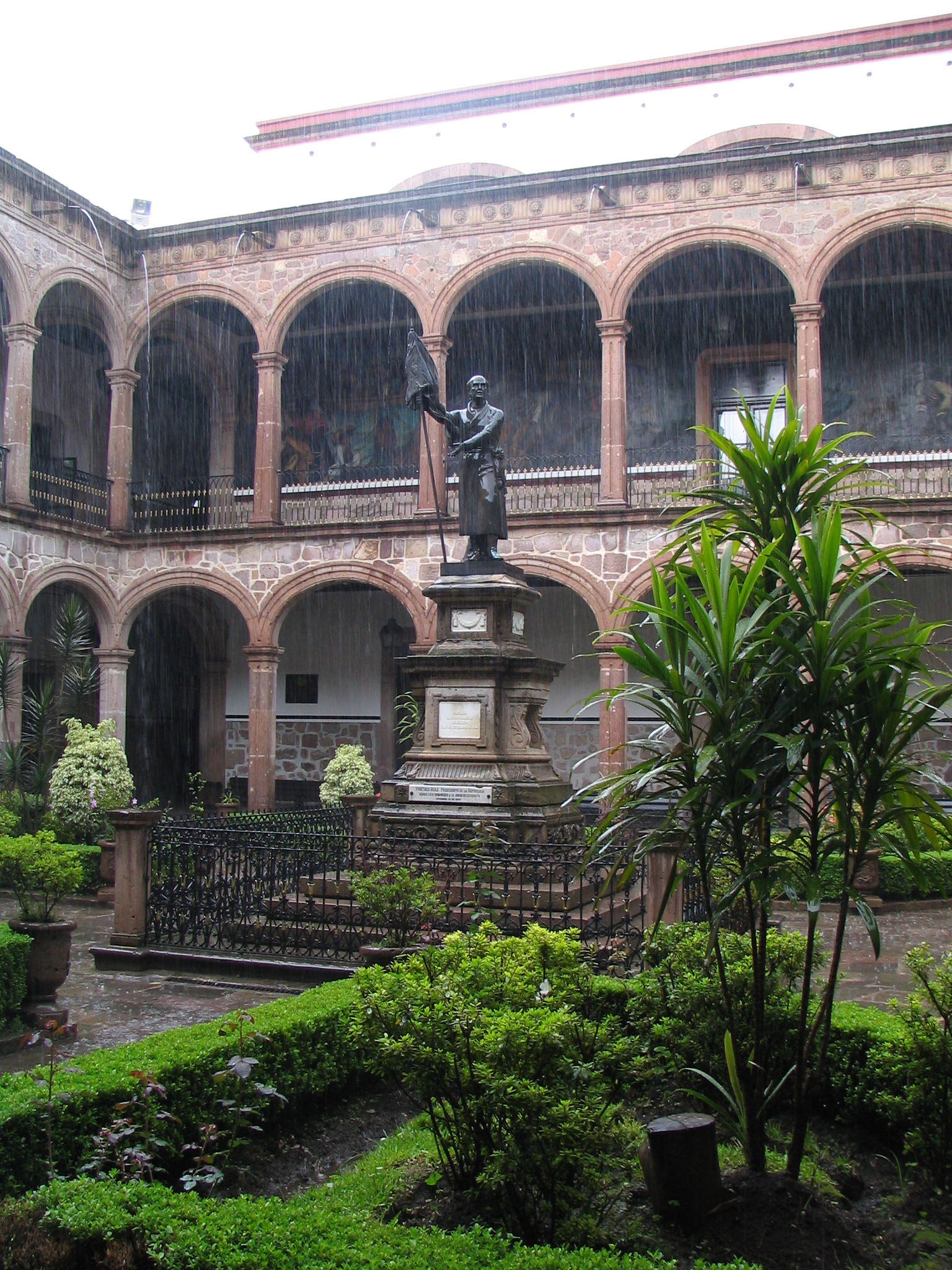
Колледж Сан-Николас

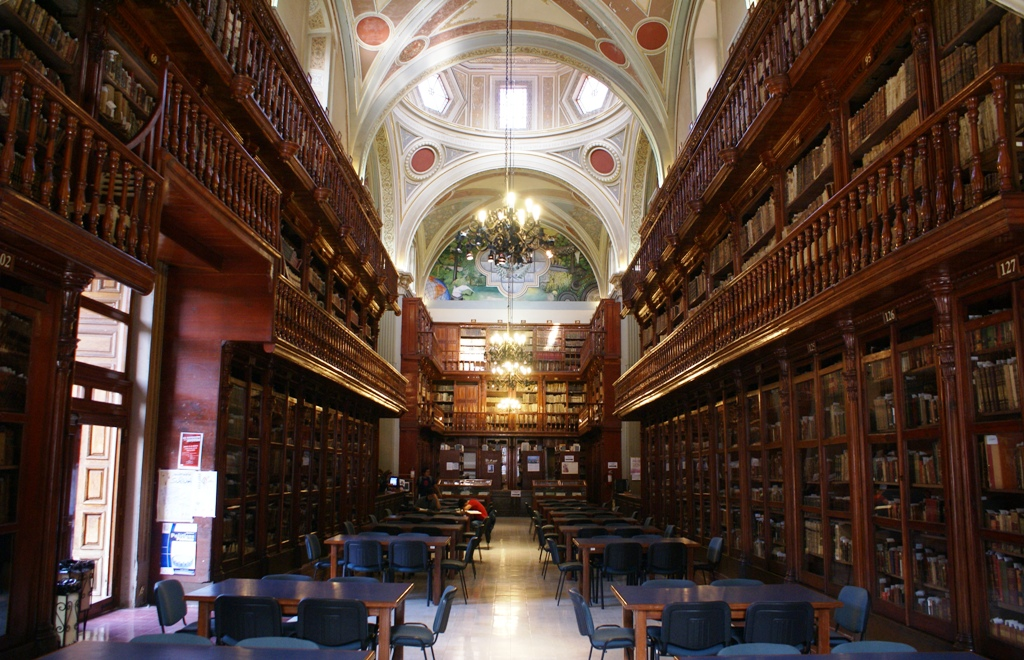
Библиотека университета

Основан как колледж Сан-Николас (Colegio de San Nicolás) в 1540 году первым епископом Мичоакана Васко де Кирога. В конце 18-го века колледж стал одним из главных центров обучения и академических кругов Новой Испании. В 1845 году переименован в честь Мигеля Идальго-и-Костилья, выпускника, преподавателя и ректора.
Является одним из первых учебных заведений в Америке.
Носит свое нынешнее название и фактически стал университетом в 1917 году.

## Структура
В составе университета имеются факультеты:
- строительный,
- электротехнический,
- химический,
- машиностроительный,
- экономический и бухгалтерского учёта,
- медицинский,
- ветеринарный,
- фармакологический,
- биологический,
- философский,
- литературный,
- психологический,
- исторический,
- изобразительного искусства.

Действует несколько научно-исследовательских институтов, в том числе Институт исторических исследований, Институт металлургических исследований, Институт химико-биологических исследований, Институт предпринимательских и экономических исследований и Институт философских исследований.
В университете обучается более 50 000 студентов, в основном из штата Мичоакан, а также из разных штатов центральной и южной Мексики.

## Известные выпускники и преподаватели
- Гортари, Эли де
- Идальго-и-Костилья, Мигель
- Морелос, Хосе Мария
- Окампо, Мельчор
- Ортис Рубио, Паскуаль
- Ромеро, Хосе Рубен
- Себальос, Хуан Баутиста